# Рудня-Повчанская
Рудня-Повчанская (укр. Рудня-Повчанська) — село на Украине, основано в 1855 году, находится в Лугинском районе Житомирской области на реке Жерев.
Код КОАТУУ — 1822884403. Население по переписи 2001 года составляет 199 человек. Почтовый индекс — 11321. Телефонный код — 4161. Занимает площадь 0,34 км².

## Адрес местного совета
11321, Житомирская область, Лугинский р-н, с. Повч, ул. Центральная, 62а